# Teatro Due
Fondazione Teatro Due è un teatro stabile situato nella città di Parma, sede del Teatro Festival di Parma.

## Storia
Le origini del Teatro Due, sotto il profilo professionale, risalgono agli inizi degli anni '70 quando un gruppo di artisti, formatosi attraverso l'esperienza dei Centri e dei festival universitari del decennio precedente, guidati dal regista zagabrese Bogdan Jerkovic, dà vita alla compagnia del Collettivo (1971) che in seguito diventa teatro stabile di Parma. Nel 1980 viene sottoscritta la convenzione con cui il Comune di Parma affida agli artisti del teatro stabile la gestione e l'amministrazione dell'edificio del teatro Due, di proprietà pubblica; esso rappresenta il primo caso in Italia di collaborazione tra pubblico e privato nel campo del teatro di prosa. Nel 1983 l'allora Ministero del turismo e dello spettacolo riconosce il teatro Due come teatro stabile di produzione, avente "finalità pubblica e responsabilità privata". Dal 2000 la gestione delle attività è affidata alla Fondazione Teatro Due.

## Descrizione

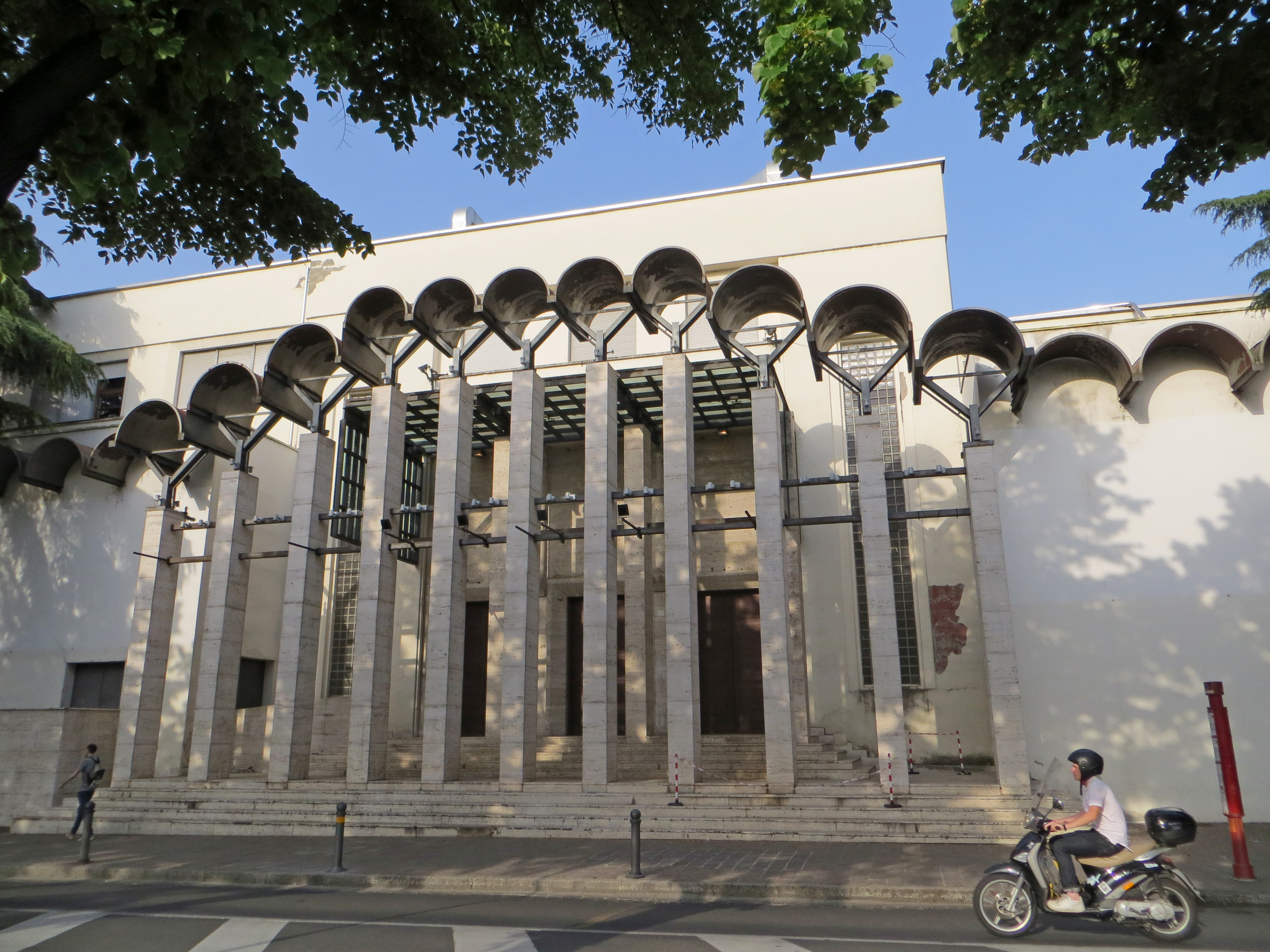
Porticato d'ingresso

L'edificio sorge in viale Basetti e si affaccia sull'omonimo tratto di Lungoparma. Esso venne costruito nel 1902 con la funzione di Bagno pubblico. Divenne in seguito sede dell'Opera nazionale per il dopolavoro (OND) e, dal 1936, vi venne allestito un cinema. Dopo una serie di vicissitudini che hanno visto numerosi cambi di destinazione, dal 1970 viene occupato dalla compagnia del Collettivo trasformata in seguito nell'attuale compagnia del teatro stabile di Parma. Nel 1985 il Comune approva una prima ristrutturazione dell'edificio; nel 2011 è stato invece ultimato un complesso intervento di recupero del retro della struttura dove è stato realizzato un anfiteatro da 780 posti, ufficialmente intitolato piazza Shakespeare, a cui sono annessi un bar-ristorante ed una foresteria. Dal 2011 la direttrice è Paola Donati.

## Ensemble degli attori
L'ensemble del teatro Due costituisce uno dei pochi gruppi teatrali che opera continuativamente da decenni in un teatro stabile del Paese, diretto dai registi Gigi Dall'Aglio e Walter Le Moli. Fin dalla fine degli anni '60 esso  mise in scena autori contemporanei poco affrontati: Pier Paolo Pasolini (Uccellacci Uccellini), Dario Fo (La colpa è sempre del diavolo), Eduardo De Filippo (Il figlio di Pulcinella), Ferdinando Camon (Il Quinto Stato), che dette enorme popolarità alla compagnia.
Dal 1984, ininterrottamente, gli attori dell'ensemble portano in scena L'istruttoria del drammaturgo Peter Weiss diretta da Gigi Dall'Aglio, regista e attore storico della compagnia scomparso nel 2020.

## Le Mezz'ore d'Autore
Alla fine del 2020, il Teatro Due di Parma ha indetto la prima edizione del bando "Mezz'ore d'Autore" dedicato alla drammaturgia italiana contemporanea. La giuria, composta da Roberto Cavosi, Francesca De Sanctis, la curatrice editoriale per la tv Giulia Morelli, Lisa Ferlazzo Natoli, Andrea Occhipinti, Tamara Török e la direttrice Paola Donati, ha selezionato otto testi: Focus Group di Marco Di Stefano, Il principe dei sogni belli di Tobia Rossi, Il fiore rosso di Maria Teresa Berardelli, Ottavo Livello di Giuseppe Viroli, Il Serraglio di Carlo Galiero, Le conseguenze del surriscaldamento globale di Giulia Lombezzi, Dead Man Waiting di Manlio Marinelli e Bestie Incredule di Simone Corso.  I testi, nella regia video di Lucrezia Le Moli Munck, sono stati trasmessi in diretta streaming a partire dal 27 febbraio 2021 per poi andare in scena come maratona il 23 ottobre 2021.
Per la seconda edizione, la giuria composta dal drammaturgo Roberto Cavosi, il giornalista e critico teatrale Graziano Graziani, Giulia Morelli, Jacopo Gassman, Florian Borchmeyer (dramaturg della Schaubühne di Berlino), Mattia Visani (direttore editoriale della casa editrice Cue Press), Paola Donati e dall’Ensemble Stabile del Teatro Due ha selezionati i testi Cesso di Dino Lopardo, Il Pane di Brahms di Christian Gallucci, Ingrid e Lothar di Lina Prosa, Post it di Domenico Loddo, Sarebbe una grande idea di Marco Trotta, Terzo Piano di Andrea Ruggieri, Ufficio teatrale di Jacopo Giacomoni, Vacche sacre di Chiara Boscaro e Vautours (Avvoltoi) di Roberto Serpi.  I testi, per la regia di Veronica Cruciani, Elena Gigliotti, Monica Nappo, Nicoletta Robello, Laura Sicignano e Serena Sinigaglia sono andati in scena dal 4 all'8 ottobre 2022.

## Produzioni (parziale)
- Dio di Woody Allen, regia collettiva (1981)[12]
- L'istruttoria di Peter Weiss, regia di Gigi Dall'Aglio. (1984)[13]
- Marat / Sade di Peter Weiss, regia di Walter Le Moli (1985)[14]
- Maratona di New York, scritto e diretto da Edoardo Erba (1993)[15]
- Il lutto si addice a Elettra di Eugene O'Neill, regia di Luca Ronconi (1997)[16]
- Peccato che fosse puttana di John Ford, regia di Luca Ronconi (2003)[17]
- L'ultimo nastro di Krapp di Samuel Beckett, regia di Massimiliano Farau (2010)[18]
- Ivanov di Anton Čechov, con Filippo Dini, Sara Bertelà, Nicola Pannelli, Gianluca Gobbi, Orietta Notari, Valeria Angelozzi, Ivan Zerbinati, Ilaria Falini, Fulvio Pepe, regia di Filippo Dini, in coproduzione con Teatro Stabile di Genova
- Cassandra o del tempo divorato, di e con Elisabetta Pozzi
- Medea di e con Elisabetta Pozzi, regia di Andrea Chiodi
- La locandiera di Carlo Goldoni, con Cristina Cattellani, Laura Cleri, Paola De Crescenzo, Sergio Filippa, Luca Nucera, Massimiliano Sbarsi, Nanni Tormen, Emanuele Vezzoli, regia di Walter Le Moli
- Mademoiselle Julie di August Strindberg, con Sara Putignano, Raffaele Esposito, Ilaria Falini, regia di Walter Le Moli
- Il bugiardo di Carlo Goldoni, con Maria Sofia Alleva, Fabrizio Contri, Andrea Di Casa, Michele Di Mauro, Elena Gigliotti, Maurizio Lastrico, Deniz Özdŏgan, Nicola Pannelli, Sergio Romano, Roberto Turchetta, Simone Luglio, regia di Valerio Binasco, in coproduzione con Teatro Stabile di Genova
- Pazzo d’amore di Sam Shepard, con Raffaele Esposito, Linda Caridi, Ivan Zerbinati, Roberto Abbati, regia di Fulvio Pepe
- Girotondo Kabarett da Arthur Schnitzler, con la Kleine Kabarett Orchestra – Fiorella Ceccacci Rubino, Cristina Violetta Latte, Davide Gagliardini, Ilaria Falini, Luca Nucera, Paola De Crescenzo, Massimiliano Sbarsi, Maria Laura Palmeri, Emanuele Vezzoli, Carola Stagnaro, Nanni Tormen, Lisa La Pietra, Francesca Tripaldi, Carlo Sella, Laura Cleri, Cristina Cattellani, Marcello Vazzoler, Luca Giombi, musiche a cura di Alessandro Nidi, regia di Walter Le Moli
- Il silenzio del mare da Vercors, con Raffaele Esposito, Roxana Doran, Thierry Toscan, a cura di Raffaele Esposito, in collaborazione con Fondazione Giangiacomo Feltrinelli
- Hamelin di Juan Mayorga, regia di Gigi Dall'Aglio (2017)[19]

## Premi e riconoscimenti
Per la sua rilevanza nel panorama culturale cittadino, l'Ensemble del Teatro Due è stata insignita nel gennaio 2013 dell'attestato di civica benemerenza da parte dell'amministrazione comunale. Nella stagione 2018 / 2019 il Teatro Due ha prodotto, con il Teatro di Roma ed ERT - Emilia Romagna Teatro, lo spettacolo When the rain stops falling dell'autore australiano Andrew Bovell. Lo spettacolo, per la regia di Lisa Ferlazzo Natoli, si aggiudica tre premi Ubu: miglior regia, miglior nuovo testo straniero e migliori costumi.